# Histoire des Comanches

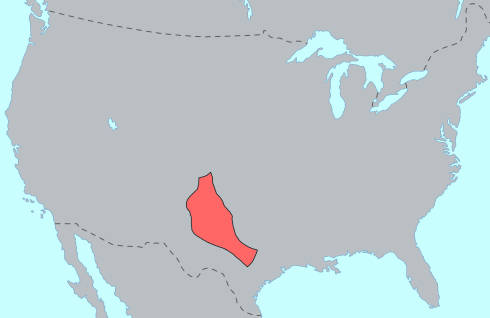
Territoires comanches vers 1850

L’Histoire des Comanches commence au début XVIIIe siècle lorsque les sources espagnoles signalent leur arrivée dans la province de Santa Fe de Nuevo México. Peuple de chasseurs-cueilleurs se nommant eux-mêmes les Numunuh (« le peuple »), leur histoire avant cette date est mal connue. 
Au XVIIe siècle, des groupes de Shoshones quittent le centre des Grandes Plaines pour descendre vers le sud et s'installer à l'est de la chaîne Sawatch sur le territoire des Utes qui les accueillent favorablement.
Dans la première moitié du XVIIIe siècle, les Comanches s'orientent vers une économie et un mode de vie d'éleveurs nomades entièrement centrés sur le cheval et la chasse au bison. La nécessité d'entretenir d'importants troupeaux de chevaux les font se tourner vers le sud espagnol et apache qui en possède beaucoup et qui offre de grandes possibilités aussi bien pour le commerce que pour le pillage.